# Едгар Бейн
Едґар Коллінз Бейн (англ. Edgar Collins Bain; 14 вересня 1891, с. ЛяРу, округ Меріон, штат Огайо  — 27 листопада 1971, Еджворс, Пенсільванія) — визначний американський металург, металознавець, член Національної академії наук.

## Ранні роки
Едгар Коллінз Бейн народився 14 вересня 1891 поблизу La Rue, (округ Меріон) як друга дитина Мілтона Генрі і Еліс Енн
Коллінз Бейн. Предки його батька емігрували до США в 1832 з міста Данді у Шотландії.
Батько був фермером, а також спільно з братами власником універсального магазину в містечку Меріон. Мати викладала в маленькій сільській школі математику.
З раннього дитинства Едгар виявив зацікавлення музикою й майструванням. Він так глибоко захопився фотографією та мікроскопією, що вони супроводжували його протягом усього життя не тільки як гобі, але й у наукових металографічних дослідженнях.

## Освіта
Як і багато його сучасників (наприклад, видатний український металознавець І.Фещенко-Чопівський) Бейн прийшов до свого фаху — металургії та металознавства — з хімії. Після навчання у школах Маріону він вступив до Університету штату Огайо (Ohio State University) в Колумбусі на факультет хімічної інженерії. Зі спогадів Бейна там на початку зими 1910 року відбулася подія, яка мала визначальний вплив на вибір фаху. На занятті з металургії сталі й чавуну професор Лорд демонстрував слайди структур, які він щойно отримав з-за кордону. На одному з них була зображена структура перліту евтектоїдної сталі, отримана за допомогою металографічного мікроскопу, який працює у відбитому від поверхні мікрошліфа світлі. Це стало вражаючим одкровенням для Бейна, оскільки він не був знайомий з такою методикою мікроскопічного дослідження непрозорих об'єктів у відбитому світлі, й утвердило його у намірі працювати в галузі мікроскопії металів.
Отримавши в 1912 році ступінь бакалавра, Бейн спочатку працював у Геологічній службі США, а згодом — у Національному бюро стандартів (National Bureau of Standards), де проводив рутинний хімічний аналіз портландцементу для Панамського каналу. У серпні 1915 року декан факультету хімічної інженерії Університету штату Огайо др. Джеймс Р. Вітроу запропонував йому стипендію для навчання на магістерському рівні, на що він з радістю погодився. Темою магістерської роботи було визначення густини кристалів, отриманих з амальгам лужних металів в електролітичному апараті. Рівночасно з науковою роботою Бейн прослухав лекційний та лабораторний курси з металографії Ерла Сміта, навчився виготовляти металографічні зразки та досліджувати їх мікроструктуру.
До весни 1916 року стало зрозумілим, що йому не вистачає кредитних годин для отримання ступеня магістра, так що професор Вітроу забезпечив йому продовження навчання на наступний навчальний рік. Дещо пізніше професор Ковалке, завідувач кафедри хімічної технології в Університеті Вісконсина, попросив Вітроу порекомендувати молодого спеціаліста, котрий зміг би асистувати йому на посаді інструктора при викладанні металургії та пірометрії. Вітроу рекомендував Бейна, який, проте, сумнівався, чи вистачить йому знань. Тоді професор порадив йому прослухати інтенсивні літні курси з цих дисциплін в Колумбійському університеті.
Після завершення літніх курсів під керівництвом професора Вільяма Кемпбелла Бейн впевнено розпочав роботу інструктора у Вісконсині. У цьому ж часі йому був присвоєний ступінь магістра. Після завершення навчального року у Вісконсині, який виявився цікавим і корисним, він отримав запрошення на наступний рік, протягом якого планував завершити роботу над докторською дисертацією.
Разом з тим він хотів продовжити співпрацю з компанією BF Goodrich, для якої влітку він досліджував великі котли на одному з її заводів. Ця компанія запропонувала йому
постійне місце праці в науково-дослідній лабораторії з перспективою виконання цікавих досліджень. Тому він вирішив відкласти свою наукову роботу і, звільнившись з університету Вісконсина, погодився на цю пропозицію. Один з проектів, над яким він працював у лабораторії, полягав у створенні досконаліших протигазів.
Коли вибухнула Перша світова війна, він намагався потрапити в артилерію чи авіацію, проте був призваний до армії як лейтенант у хімічні війська.

## Професійна та наукова діяльність
Після закінчення війни він розпочав свою фахову діяльність у галузі металургії в Клівленді на заводі з виготовлення дроту для електричних ламп розжарювання компанії General Electric. Там він займався дослідницькою роботою під керівництвом Зея Джеффріса, зокрема досліджував механізм і кінетику вигоряння ниток вольфрамового дроту. Для цього він використав високошвидкісну фотореєстрацію (700 кадрів за секунду). Захист звіту з цього дослідження став підставою для присвоєння Бейну Університетом штату Огайо у 1919 звання доктора філософії (Ph.D.). Оскільки Джефріса цікавило явище росту зерен у металах, особливо у швидкорізальних сталях, з яких виготовляли волоки для волочіння вольфрамового дроту, він запропонував Бейну дослідити його.
У 1920 Джеффріс зацікавився рентгенівськими дифракційними дослідженнями, які проводив Альберт Галл (англ. Albert Hull) у науково-дослідній лабораторії General Electric в Скенектаді. Бейн відвідав лабораторію, щоб вивчити можливості застосування рентгеноструктурного аналізу для розв'язання металознавчих проблем. Після цих відвідин, зрозумівши перспективність цього методу дослідження, Бейн спроектував і виготовив на базі апаратури Галла рентгенівський дифрактометр і розпочав серію піонерських досліджень кристалічної структури твердих розчинів. У своїх перших опублікованих (1921) статтях, від надав експериментальні докази розташування атомів розчиненого елемента у кристалічній ґратці елемента-розчинника. Він першим відкрив перетворення Упорядкування-зневпорядкування, унаслідок якого утворюються упорядковані тверді розчини заміщення (надструктури, надґратки), у яких атоми розчиненого елемента упорядковано розташовуються у ґратці розчинника. Результати досліджень сплавів кільканадцяти бінарних систем він підсумував у статті «Природа твердих розчинів».
Унаслідок зростання зацікавлення Бейна сталями на початку 1923 він перейшов на роботу в Atlas Steel Corporation в Данкірку (округ Чотоква) у відділ Головного металурга, який очолював його товариш Маркус Гроссман. Разом з Гроссманом він досліджував природу інструментальних швидкорізальних сталей: вплив легування, режимів термічної обробки, зокрема гартування в оливі. Результати цих досліджень вони періодично публікували у наукових часописах, а їх підсумком стало видання у 1931 монографії"Швидкорізальна сталь".
1923 році Atlas Steel Corporation зіткнулася з фінансовими труднощами, і Бейн звернувся до доктора Беккета, президента дослідницької лабораторії Union Carbide and Carbon на Лонг-Айленді з проханням про працевлаштування. У липні 1924 він був зарахований у штат лабораторії, де розпочав систематичні й комплексні дослідження залізо-хромових сплавів, недоліком яких є висока чутливість до домішок. Він встановив, що максимальна розчинність хрому в γ-залізі сягає 13 % і що збільшення вмісту вуглецю розширює температурний інтервал існування стабільного аустеніту,. 1927 разом з В. Гріффітсом він публікує велику статтю «Вступ до залізохромонікелевих сплавів».
На час діяльності в компанії Union Carbide and Carbon Бейн набуває визнання, як один з провідних металургів США. Тому у 1928 році др. Джон Джонстон пропонує йому очолити відділ фізичної металургії в дослідницькій лабораторії United States Steel Corporation. Бейн погоджується й відразу приступає до відбору невеликої групи компетентних працівників. Він продовжує дослідження залізохромонікелевих сплавів, особливо сталей типу 18-8 (~ 18 % Cr, ~ 8 % Ni), які мали широке застосування в промисловості. Вагомий внесок у розуміння природи цих сталей було зроблено публікацією статті «Природа нікельхромових нержавних сталей». Істотний недолік цих сталей — міжзеренну (інтеркристаллітну) корозію — Бейн з колегою вперше запропонували подолати мікролегуванням сталі титаном. Тому сучасні нержавні хромонікелеві сталі мікролегують титаном, щоб зробити їх нечутливими до міжзеренної корозії.
Бейн також досліджував структуру аустеніту, його перетворення в мартенсит, форму й періоди елементарної комірки мартенситу.
Він запропонував механізм мартенситного перетворення в сталі, який пояснював миттєву деформаційну перебудову гранецентрованої кубічної кристалічної ґратки аустеніту в об'ємноцентровану тетрагональну ґратку мартенситу під час гартування сталі (пізніше його назвали деформацією Бейна); показав, що кількість залишкового аустеніту в загартованій сталі збільшується зі зменшенням швидкості охолодження під час гартування.
У цей період він прийшов до розуміння важливості в процесах термічної обробки сталей часу і температури ізотермічної витримки переохолодженого нижче критичної температури А1 аустеніту. На основі проведених з Е. С. Давенпортом досліджень була опублікована робота, у якій перебіг перетворення аустеніту вперше описувався за діаграмою ТТТ (temperatura-time-transformation). Ця класична робота відразу прояснила кінетику перетворення, спростила ідентифікацію продуктів перетворення (перліт, сорбіт, троостит). Важливим результатом цих досліджень було також відкриття ще однієї структури — продукту проміжного перетворення аустеніту, — яку колеги Бейна у 1934 році назвали на його честь бейнітом.

## Адміністративна робота
У січні 1935 року Е. Бейн був призначений помічником віце-президента з досліджень і технології Р. Ціммермана, у зв'язку з чим покинув лабораторію і перейшов у головний офіс корпорації в Нью-Йорку. Цим завершився майже 8-річний етап його дослідницької роботи, протягом якого він виконав низку вагомихих досліджень і зробив кілька відкриттів. На новій посаді він виконував різноманітні адміністративні доручення: від планування асигнувань на обладнання й устаткування до консультацій патентному відділу корпорації; від огляду науково-технічних публікацій до організації реклами корпорації.
Наприкінці 1937 року корпорація U.S. Steel створила нову компанію з офісом у Піттсбурзі, завданням якої була координація виробничих функцій між дочірними компаніями корпорації. Др. Цімерман зі своїм підрозділом увійшов до складу новоутвореної компанії. Так що Е. Бейн в травні 1938 року переїхав до Пітсбурга.
Крім виконання попередніх обов'язків, тепер він мав координувати науково-дослідну діяльність усіх підрозділів корпорації.
Із посиленням загрози війни Е.Бейн все більше часу проводив на конференціях з урядовими спеціалістами в галузі технологій та військової техніки. 1941 року на прохання Голови Національного комітету з оборонних досліджень (National Defense Research Committee) Джеймса Б. Конанта Бейн очолив групу, завданням якої було вироблення рекомендацій щодо дослідницьких програм для поліпшення властивостей матеріалів, головно сталей, для військової техніки (за дивним збігом майор Конат був його зверхником ще в часі Першої світової війни під час служби в хімічних військах). У зв'язку з цією посадою він став членом Національної дослідницької ради Військового комітету з металургії, головою якого був його колишній колега Зей Джеффріс. Він був також зачислений до науково-консультативної групи штабу Начальника боєприпасів Армії США.
На додаток до цих обов'язків у Вашингтоні Ціммерман доручив йому відслідковувати проблеми у виробництві сталі. Однією з них був пошук шляхів для зменшення дефіциту
легувальних елементів, заміни дефіцитних марок сталей дешевшими. Іншою проблемою було руйнування зварених корпусів вантажних суден. Для її вирішення Бейн створив дослідницьку лабораторію зварювання сталей.
У березні 1943 року Бейн був призначений віце-президентом з досліджень і технологій найбільшого дочірнього підприємства корпорації Carnegie-Illinois Steel (штат Пенсільванія). На цій посаді у нього були два основні завдання: координація і вдосконалення дослідницьких програм кількох лабораторій компанії та створення засобів моніторингу й підвищення якості продукції. З ними він успішно справлявся, продовжуючи активну діяльність на національному рівні. Він став одним із активних засновників у 1946 році Генерального дослідницького комітету Американського інституту чавуну і сталі (American Iron and Steel Institute), його першим головою аж до моменту відставки з корпорації. 1954 був обраний членом Національної Академії наук.
У 1950 році, коли його компанія злилася з U.S. Steel Corporation, Бейн став віце-президентом з досліджень і технологій
об'єднаної корпорації. Робота з консолідації дослідницької діяльності усіх лабораторій корпорації завершилася будівництвом великого дослідницького центру в Монровіллі (штат Пенсільванія) у травні 1956 року.
1957 року Е. Бейн пішов з корпорації у відставку, залишаючись ще певний час її консультантом.

## Родина
1927 року Едгар Бейн одружився з Геленою Луїзою Грам з Клівленду. Вони виховали доньку Еліс Енн і сина Давида.

## Останні роки
Після відставки Е. Бейн продовжував писати наукові статті, давав консультації.
У лютому 1959 він переніс інсульт, після якого залишився частково паралізованим. Та незважаючи на інвалідність він продовжував працювати й писати статті, книги, спогади. Зокрема, разом з Пекстоном він підготував до видання монографію «Легувальні елементи в сталі», на основі своєї колекції опублікував цікаву і повчальну статтю про японські мечі, на прохання Американського товариства металів (American Society for Metals) розпочав писати спогади про великий період розвитку легованих сталей, у якому він відіграв чільну роль. Про його місце в історії розвитку металургії свідчать численні відзнаки й нагороди, деякі з яких він отримував першим.
Едгар Коллінз Бейн помер вдома в Еджворті після тривалої хвороби 27 листопада 1971 року.